# Tecta Kragstuhlmuseum
Das Tecta Kragstuhlmuseum ist ein privates Museum für Möbeldesign der Moderne in Lauenförde im Landkreis Holzminden in Niedersachsen. Das Museum zeigt eine umfassende Sammlung zur Geschichte des modernen Möbeldesigns mit dem Schwerpunkt der Entwicklung des Kragstuhls.

## Geschichte
Das Museum wurde im Jahr 1979 von Axel Bruchhäuser, einem Mitinhaber des Möbelherstellers Tecta, als „Stuhlmuseum Burg Beverungen“ in Beverungen im Kreis Höxter in Nordrhein-Westfalen gegründet. Seit 2004 befindet es sich in Lauenförde.

## Sammlungen
Die Kragstuhlsammlung im Museum dokumentiert mit rund 1000 Exponaten die Entwicklung des „hinterbeinlosen Stuhls“ von der starren Kragkonstruktion bis zum federnden Freischwinger. Das Spektrum der ausgestellten Künstler reicht von Walter Gropius, El Lissitzky, Mart Stam, Marcel Breuer, Alvar Aalto und Gerrit Rietveld über Ludwig Mies van der Rohe bis zu Alison und Peter Smithson und Stefan Wewerka. Im Museum besteht das Jean-Prouvé-Archiv, das mit über 100 Originalen die Konstruktionsprinzipien des französischen Ingenieurs und Architekten veranschaulicht. In der Sammlung Urmodelle der Moderne sind Stuhl-Originale von Schinkels Gusseisenstühlen bis zu Wewerkas Entwürfen aus den 1980er Jahren vertreten. Die Sammlung Anonyme Aristokraten beinhaltet Fundstücke unbekannter Gestalter, die denen ihrer berühmten Zeitgenossen in nichts nachstehen. Im Alison- und Peter Smithson-Archiv und im Wewerka-Studio befinden sich Entwürfe, Prototypen und Serienprodukte, die in Zusammenarbeit mit dem Möbelproduzenten Tecta entstanden sind.

## Architektur
Das Kragstuhlmuseum mit drei Ausstellungshallen und einem kleinen Servicebau befindet sich gemeinsam mit den Tecta-Produktionsgebäuden in einem ab 1984 geschaffenen Landschaftspark. Am 29. September 2003 wurde die erste Ausstellungshalle des Museums eröffnet. 2004 folgte die Fertigstellung eines weiteren Abschnitts. Die dritte Ausstellungshalle wurde im August 2007 fertiggestellt.
Den Eingang zum Museum markiert ein 15 Meter hoher roter Turm aus Stahlfachwerk. Das auffälligste Element des Museumsgebäudes sind seine erhöhten Außenstützen, an deren Spitzen 10 Kragstühle in eigenwilliger Position montiert sind. Die expressive Installation trägt die Bezeichnung „The ten chairs of Lauenförde“.
Der Baukörper des Museums besteht aus sichtbarem Stahltragwerk, das außen rot und innen weiß gestrichen ist. Die allseitige Verglasung sorgt für die Ausleuchtung der Ausstellung und eine uneingeschränkte Gebäudedurchsicht. Das Bauwerk ist stilmäßig dem Brutalismus zuzurechnen. Der Grundriss der Gebäude bildet eine markante Zick-Zack-Figur, die einzelne Nischen entstehen lässt, in denen im inhaltlich zusammenhängende Ausstellungsgruppen angeordnet sind. „Die Sprache der einzelnen Stühle wird so durch die jeweiligen ‚Gefährten‘ unterstützt“, beschrieb Smithson seine Intention.
Durch die Ausstellungshallen und über das Museumsgelände zieht sich ein diagonal angelegter Schienenstrang, auf dem ein draisinenartiger Wagen fährt. Die Schiene verbindet die Innen- und Außenräume als architektonisches Zitat des industriellen Hintergrunds der Exponate.
Das Museumsgebäude ist das letzte Werk des britischen Architekten Peter Smithson, das er gemeinsam mit seiner Frau Alison entwarf. Der Designhistoriker Jörg Stürzebecher zählt das Kragstuhlmuseum im Ensemble mit weiteren Bauten von Smithson, wie das Tecta-Werksgelände und ein Wohnhaus in Bad Karlshafen, zu den bedeutendsten Architekturwerken der Nachkriegsmoderne in Europa.

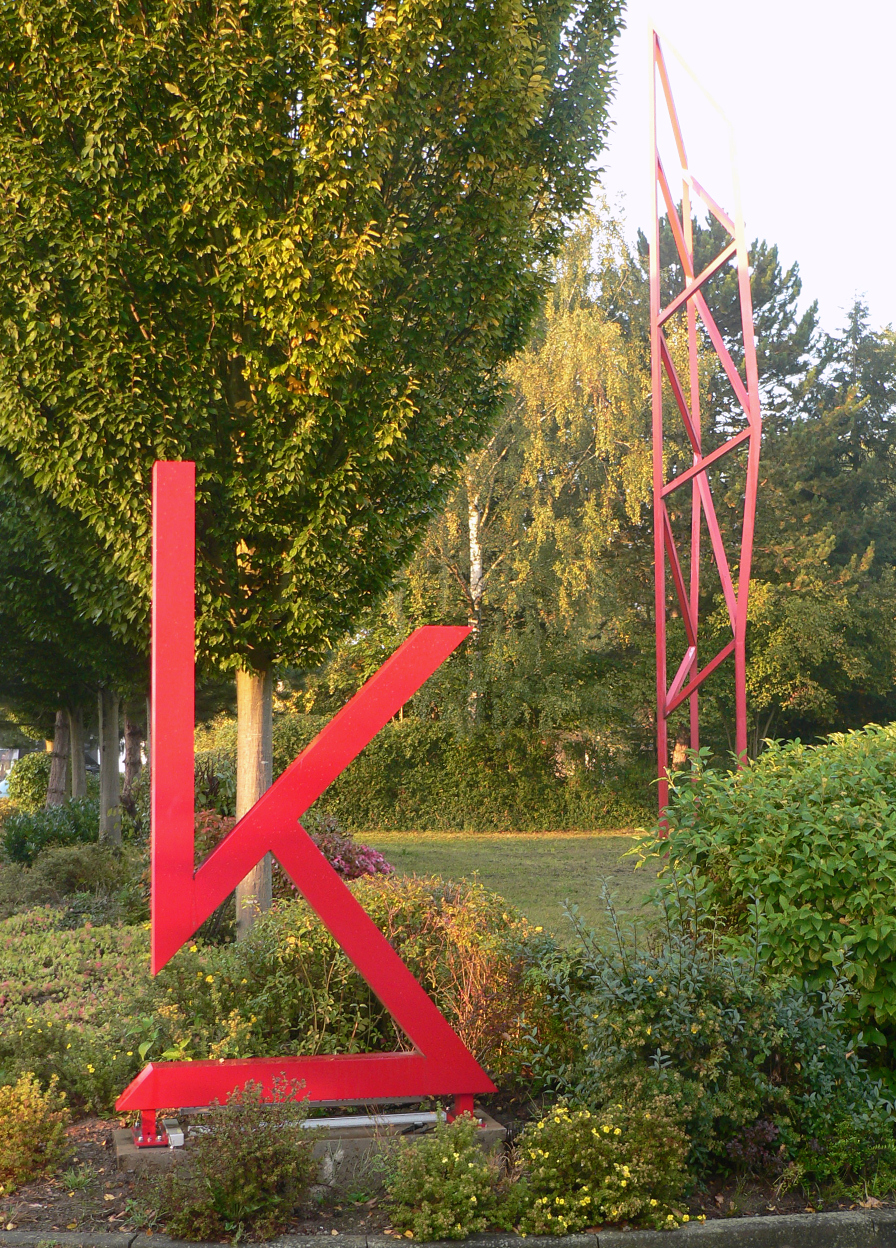
Logo am Eingang, dahinter der 15 Meter hohe Turm aus Stahlfachwerk
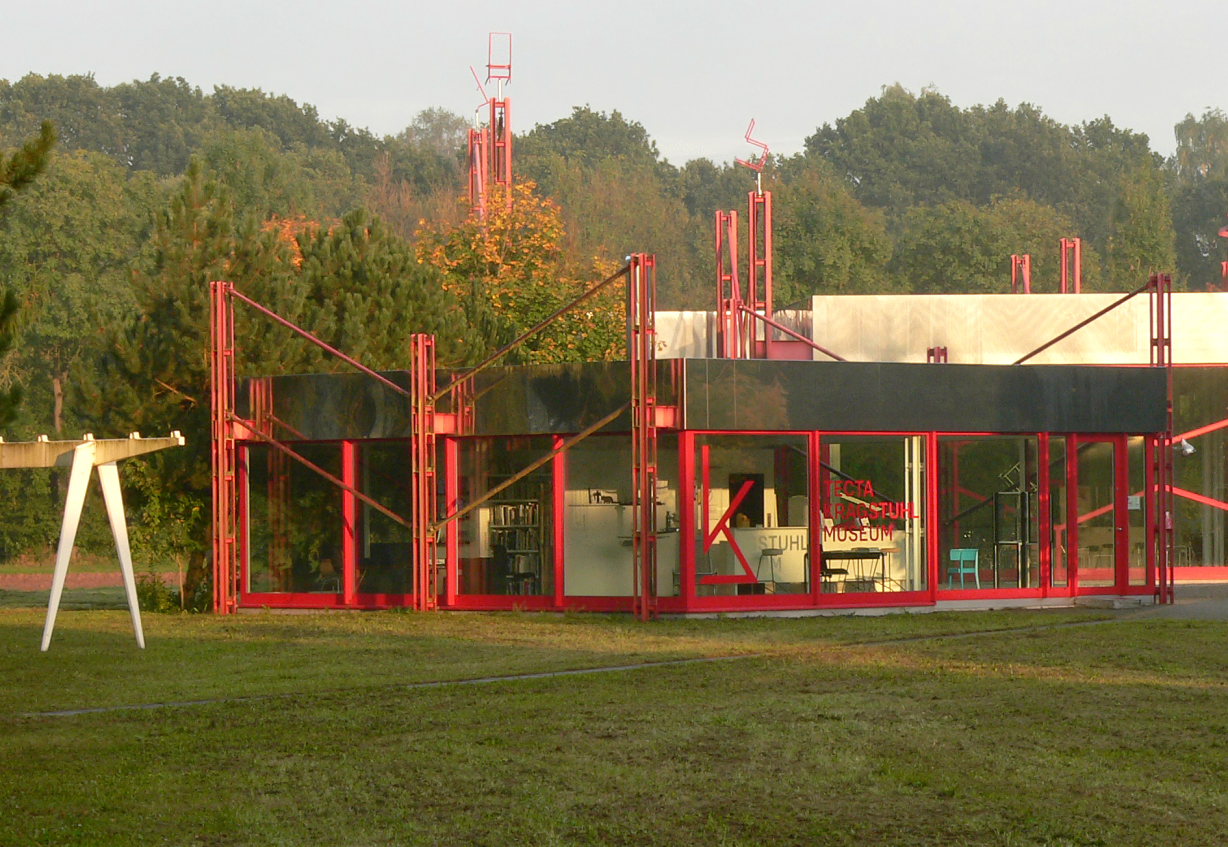
Servicegebäude des Museums
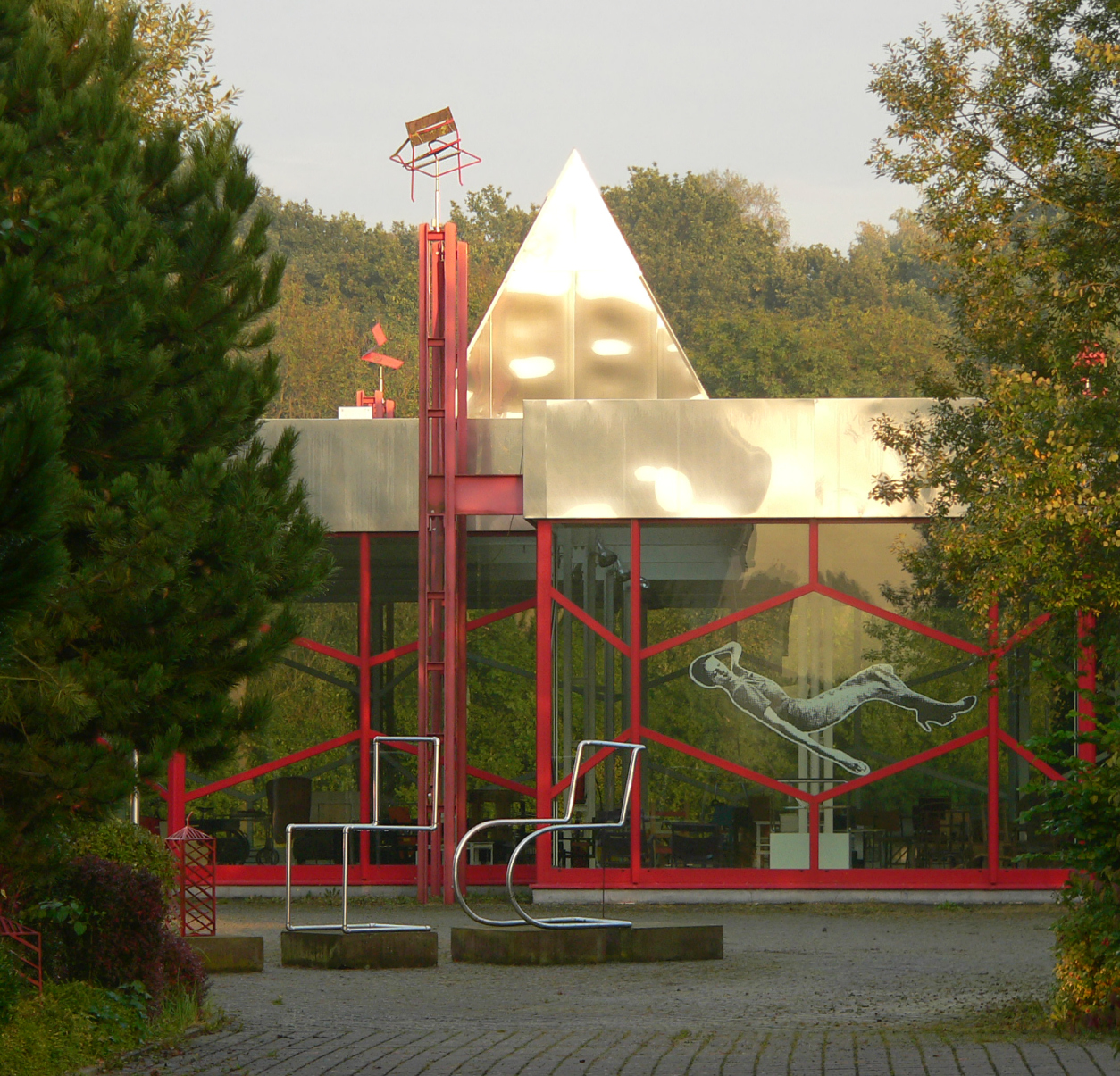
Fassade mit Kragstühlen am Boden und auf den Stützpfeilern